# Конфуцианский канон
Конфуцианский канон (кит. трад. 四書五經, пиньинь Sì shū wǔjīng, палл. Сы шу у-цзин, «Четыре книги и пять канонов») — корпус текстов, представленный обширным рядом первоисточников, которые позволяют реконструировать собственно конфуцианское учение, а также выявить способы функционирования конфуцианской традиции в различных формах жизни китайской цивилизации.
Конфуцианский канон складывался постепенно и распадается на два набора текстов: «Пятикнижие» и «Четверокнижие». Второй набор окончательно стал каноническим уже в рамках неоконфуцианства в XII веке. Иногда эти тексты рассматриваются в комплексе (《四書五經》Sìshū Wŭjīng). С конца XII века стало публиковаться и «Тринадцатикнижие» (《十三經》shísānjīng).
Термин «Пять канонов» («Пятиканоние») появился в правление ханьского императора У-ди (漢武帝, 140 — 87 гг. до н. э.). К тому времени большинство аутентичных текстов было утрачено, а реконструированные по устной передаче тексты были записаны «уставным письмом» (隸書lìshū), введённым Цинь Шихуанди. Особое значение для школы Дун Чжун-шу, полагающей эти тексты каноническими, приобрёл комментарий 左氏傳 (zuǒ shì zhuán) к летописи春秋 (Chūnqiū). Считалось, что её текст содержит множество аллегорий, а комментарий акцентирует «великий смысл» (大義dàyì) и помогает выявить «сокровенные речи» (微言 wēiyán) с точки зрения конфуцианской морально-политической доктрины. Школа Дун Чжун-шу также широко пользовалась апокрифами (緯書wěishū) для гадания по текстам канонов.
В I в. до н. э. ситуация резко изменилась, ибо конкурирующая школа канона древних знаков (古文經學gǔwén jīngxué) заявила, что аутентичными являются тексты, написанные древними знаками, которые якобы обнаружены при реставрации дома Конфуция замурованными в стене (壁經bìjīng, «Каноны из стены»). На канонизации этих текстов настаивал Кун Ань-го (孔安國), потомок Конфуция, но получил отказ. В 8 г. на престол империи взошёл узурпатор Ван Ман (王莽, 8 — 23 гг.), провозгласивший Новую династию (дословно: 新). В целях легитимации собственной власти он стал присуждать звание эрудита (博士) знатокам «канонов древних знаков». Эта школа оперировала понятием六經 (liùjīng), то есть «Шестиканоние», в состав которых входили тексты «Пяти канонов» плюс утраченный ещё в древности «Канон музыки» (《樂經》yuè jīng). Тексты, записанные старыми и новыми знаками, резко отличались друг от друга не только в текстологическом отношении (различная разбивка на главы, состав, содержание), но и с точки зрения идеологии. Школа канонов древних знаков числила своим основателем не Конфуция, а основателя династии Чжоу — Чжоу-гуна (周公). Считалось, что Конфуций был историком и учителем, который добросовестно передавал древнюю традицию, не добавляя от себя ничего. Вновь соперничество школ старых и новых знаков вспыхнет в XVIII в. на совершенно иной идеологической основе.